# Renzo Arbore
Lorenzo Giovanni "Renzo" Arbore (Cavaller Gran Creu OMRI, nascut el 24 de juny de 1937) és un presentador de televisió, cantant, actor i director de cinema italià.

## Carrera
Arbore va ser reconegut a nivell nacional com a presentador de ràdio, juntament amb Gianni Boncompagni, a finals dels anys seixanta, amb programes com Bandiera gialla(1965), Per voi giovani(1967), Alto Gradimento (1970), cada cop més marcats pel seu enfocament irònic que després esdevingué una de les seves marques. Va debutar a la televisió italiana amb Speciale per voi (1969–1970), que incloïa debats sobre cantants d'aquella edat. El seu primer gran èxit televisiu va ser la surrealista L'altra domenica ("L'altre diumenge", 1976–1979), en la qual va llançar nombrosos còmics com Mario Marenco, Isabella Rossellini.  i Roberto Benigni. També van tenir molt èxit Quelli della notte (1985), amb Nino Frassica, Riccardo Pazzaglia, Maurizio Ferrini i Roberto D'Agostino, i Indietro tutta!(1988), de nou amb Frassica, que va establir Arbore com una de les figures més intel·ligents i de culte de les televisions italianes.
Mentrestant, Arbore va escriure i dirigir les pel·lícules Il pap'occhio (1980) i "FF.SS." – Cioè: "...che mi hai portato a fare sopra a Posillipo se non mi vuoi più bene?" (1983), mbdues històries surrealistes amb nombrosos actors llançats per ell i altres amics (incloent Luciano De Crescenzo, Benigni, Rossellini i molts altres), ambientats a la seva ciutat adoptiva de Nàpols. els seus espectacles, sobretot a Quelli della Notte i Indietro tutta!, els àlbums musicals dels quals van vendre centenars de mil còpies a Itàlia.
El 1991 Arbore va fundar l'Orchestra Italiana, un grup de 15 artistes amb l'objectiu de popularitzar la música napolitana a tot el món. L'orquestra ha realitzat gires per Europa, Àsia i Amèrica. També va ser director del festival Umbria Jazz. El seu darrer programa de televisió és Speciale per me – Meno siamo, meglio stiamo! a Rai Uno.

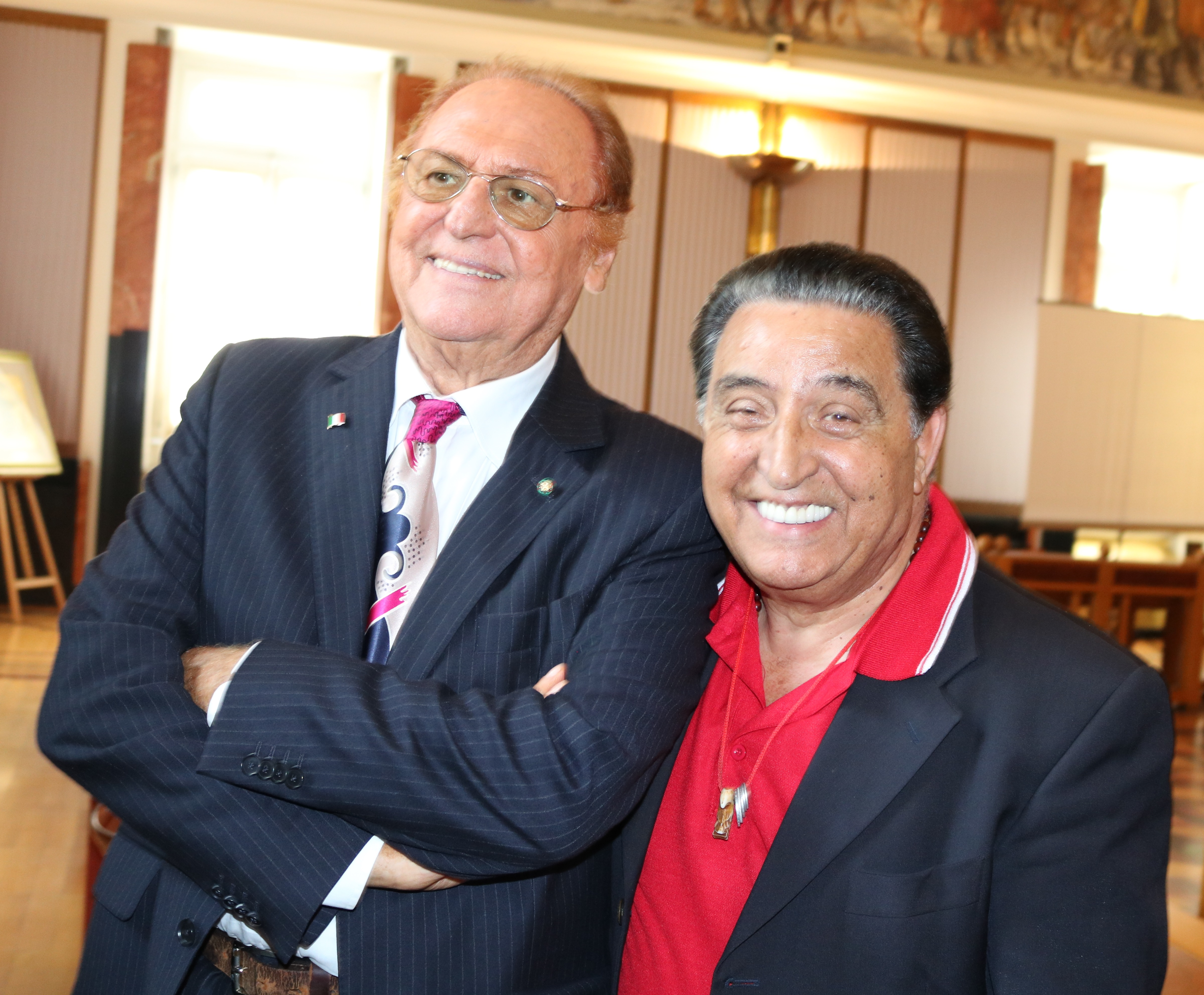
Arbore (esquerra) amb Mario Trevi el 2017

Recentment, va rebre el 2010 America Award de la Fundació Itàlia-USA. El juliol de 2010, Arbore va rebre un Doctorat Honorari en Música del Berklee College of Music. El premi es va lliurar en el 25è aniversari de les Umbria Jazz Clinics.

## Honors
- Itàlia: Cavaller Gran Creu de l'Ordre del Mèrit de la República Italiana (3 de desembre de 2021)[5]

## Discografia
- 1981 - Ora o mai più ovvero cantautore da grande (Dischi Ricordi, SMRL 6284)
- 1985 - Cari amici vicini e lontani (Fonit Cetra, LPX 142) - (Renzo Arbore e i Senza Vergogna)
- 1986 - Prima che sia troppo tardi (Fonit Cetra e Dischi Ricordi, STVL 6350)
- 1988 - Discao meravigliao (Fonit Cetra, STLP 197) - (Nell'album sono presenti brani incisi dal cast della trasmissione Indietro tutta tra cui Nino Frassica, il coro e una non accreditata Paola Cortellesi)
- 1990 - Sanremix (Fonit Cetra, TLPX 250) - (album inciso in coppia con Lino Banfi, Stefano Palatresi e I Campagnoli Belli)
- 1992 - Napoli. Punto e a capo (Fonit Cetra, TLPX 336) - (Renzo Arbore L'Orchestra Italiana)
- 1993 - Napoli due punti. E a capo (Fonit Cetra, TCDL 367) - (Renzo Arbore L'Orchestra Italiana)
- 1995 - Napoli: punto esclamativo! Internescional uei! (Fonit Cetra, TCDL 392) - (Renzo Arbore L'Orchestra Italiana)
- 1996 - Pecchè nun ce ne jammo in America? (Ricordi, TCDMRL 430222) - (Renzo Arbore L'Orchestra Italiana)
- 1998 - Sud(s) (BMG Ricordi, 74321624742) - (Renzo Arbore L'Orchestra Italiana)
- 2002 - Tonite! Renzo Swing! (CGD EastWest – 0927450812) - (Renzo Arbore e i suoi Swing Maniacs)
- 2013 - ...my American way! (Gazebo Giallo/Sony Music, 88883790732) - (Renzo Arbore & The Arboriginals)
- 2013 - Renzo Arbore & The Arboriginals (Gazebo Giallo/Sony Music, 8843047762) - (Renzo Arbore & The Arboriginals)